# Essex (Connecticut)
Essex è un comune di 6.783 abitanti degli Stati Uniti d'America, situato nella Contea di Middlesex nello Stato del Connecticut. Secondo quanto indicato dal censimento del 2020 la sua popolazione era di 6.733 persone. È composto da tre villaggi: Essex Village, Centerbrook e Ivoryton.